# Eunumeratio Plantarum Horti Botanici Hafniensis
Eunumeratio Plantarum Horti Botanici Hafniensis (abreviado Enum. Pl. Hort. Hafn.) es un libro con ilustraciones y descripciones botánicas que fue escrito por el médico y un botánico danés; Jens Wilken Hornemann y publicado en el año 1804.